# كهوف لوراي
كهوف لوراي (بالإنجليزية: Luray Caverns)‏؛ هي مجموعة من الكهوف التي تقع في مقاطعة بيج في الولايات المتحدة.

## السياحة
تعد «كهوف لوراي» إحدى مواقع الجذب السياحي في مقاطعة بيج في ولاية فرجينيا الأمريكية.